# Eixos do avião

Os três eixos principais.

Qualquer aeronave é capaz de realizar 3 possíveis rotações ao redor de 3 eixos perpendiculares entre si cujo ponto de intersecção está situado sobre o centro de gravidade do avião. Estes 3 eixos são: eixo transversal (ou lateral), longitudinal e vertical:

## Eixo lateral

O movimento de inclinação ou arfagem é uma rotação sobre o eixo que passa pelas asas.

O eixo lateral ou transversal ("pitch" em inglês) é um eixo imaginário que se estende de ponta a ponta das asas do avião. O movimento que realiza o avião ao redor deste eixo se denomina “arfagem” que são os movimentos de cabrar (levantar o nariz do avião), e "tangagem" que são os movimentos de picar (baixar o nariz do avião).
O piloto, a partir da cabine de comando é capaz de modificar a orientação em relação a este eixo através do profundor.
Ao puxar para trás o manche (até o piloto) se produz uma elevação do nariz do avião, e ao empurrá-lo a frente se produz um abaixamento do nariz do avião.

## Eixo longitudinal

Movimento longitudinal produzido pelos ailerons.

O eixo longitudinal ("roll" em inglês) é um eixo imaginário que se estende desde o nariz até a cauda do avião. O movimento que realiza o avião ao redor deste eixo é denominado bancagem, rolamento ou giro.
As superfícies de comando do rolamento são os ailerons. Ao girar o manche se produz a deflexão diferencial dos ailerons: ao tempo que o aileron de uma das asas sobe, o aileron da outra asa baixa, sendo o ângulo de deflexão proporcional ao grau de rotação das hastes do manche.
O aileron que tenha sido flexionado para baixo, produz um aumento de sustentação em sua asa correspondente, provocando a ascensão da mesma, enquanto  o aileron que é flexionado para cima, produz em sua asa uma diminuição de sustentação, motivando a descida da mesma.
O piloto, em caso de querer inclinar-se até a esquerda, girará o manche até a esquerda, fazendo o aileron direito descer elevando assim a asa direita, e simultaneamente, o aileron esquerdo se flexionaria para cima produzindo uma perda da sustentação na asa esquerda e portanto sua descida.

## Eixo vertical

A manobra de guinada é uma rotação sobre o eixo vertical intrínseco.

O eixo vertical ("yaw" em inglês) é um eixo imaginário que, passando pelo centro de gravidade do avião, é perpendicular aos eixos transversal e longitudinal. Este eixo é perpendicular ao eixo de inclinação e ao de rolamento, está contido em um plano que passa pelo nariz e a cauda do aparelho e que normalmente divide este em duas partes simétricas). O movimento que realiza o avião ao redor deste eixo se denomina guinada.
A superfície de comando da guinada é o leme de cauda ou leme de direção. O controle sobre o leme de direção é realizado mediante os pedais. Para conseguir um movimento de guinada para a direita, o piloto pressiona o pedal direito, gerando assim uma deflexão da superfície do leme de direção para a direita. Ao oferecer mais resistência ao avanço por este lado, o aparelho tende a retardar o movimento de sua parte direita e avançar a partre esquerda e por tratar-se de uma estrutura rígida o resultado é um giro à direita sobre o eixo vertical mencionado.
A guinada pode ocorrer de forma involuntária em voo ou em terra. Em voo pode ser causada por uma rajada de vento lateral ou por irregularidades aerodinâmicas devidas à pilotagem. Em casos extremos pode-se chegar à autorrotação, que origina o parafuso" (spin). A guinada em terra pode ser provocada, além de pelas causas citadas, por diferente resistência ao avanço entre uma e outra roda devido à superfície do terreno ou a uma freada irregular que pode provocar um "cavalo de pau", incidente no que o veículo sofre uma guinada rápida de 90º ou mais, com perigo de ruptura de uma asa.
Etimologicamente, há uma acepção náutica do termo 'guinada', da qual deriva a acepção aeronáutica. A RAE a define como "desvio da proa da embarcação para um lado ou outro do rumo a que se navega, produzido por mau controle da embarcação, descuido do timoneiro, grande marejada ou outra causa".